# Tinearia
Tinearia Schellenberg, 1803 es un género de dípteros de la familia Psychodidae. Todavía bastantes especialistas lo consideran como parte de Psychoda Latreille, 1796. sin embargo no es un Tineidae (Lepidóptera). El error de homonimia se explica en la página del Natural History Museum, en su catálogo de lepidópteros del mundo, donde se señala un error respecto al género Tinea Linnaeus, 1758.